# Castilló de Tor
Castilló de Tor és un poble del terme municipal del Pont de Suert, a la comarca de l'Alta Ribagorça. Formà part del terme de Llesp fins a llur incorporació al Pont de Suert el 1968. És el poble d'entrada a la vall de la Noguera de Tor, més endavant denominada Vall de Boí.
El poble és al quilòmetre 1 de la carretera L-500, i, per tant, és a 3 quilòmetres del seu cap de municipi i de comarca, el Pont de Suert. És sota, i a migdia, del Serrat Roi.
La seva església, sufragània de la de Sant Martí de Llesp és dedicada a sant Esteve. Tot i ser d'origen romànic, el temple actual és modern. En els entorns hi ha dues ermites, una de vella i una altra de nova, dedicades totes dues a la Mare de Déu del Remei.
Un pont medieval d'un sol arc travessava la Noguera de Tor a llevant del poble, i duia al Molí d'Espot, fariner, i al santuari del Remei. Actualment, hi ha un càmping, en aquell indret.

## Història
L'origen del poble és, sens dubte, el Castell de Castilló de Tor, nom que es dona actualment, amb una forma realment redundant, que en temps pretèrits devia ser més simple.
El castell és citat ja l'any 1018. Fou venut el 1040 per Ramon IV de Pallars Jussà a Ramir I d'Aragó, i el fill d'aquest darrer, Sanç Ramires, el donà el 1085 a Roda. Per aquest motiu a la llarga va acabar passat a Lleida, que en va mantenir la senyoria fins a mitjan segle xix.
El 1381 Castilló de Tor tenia 4 focs (una vintena de persones). En el Fogatge del 1553 hi consten 10 focs (unes 50), i el 1787 n'hi ha 42.
Castilló de Tor va tenir ajuntament propi des de la formació dels ajuntaments moderns a partir de la promulgació de la Constitució de Cadis, i el va mantenir fins al 1847, any en què es va veure obligat a unir-se a Llesp per tal com no arribava als 30 veïns (caps de família) que exigia la nova llei municipal aprovada dos anys abans.
Pascual Madoz, en el seu Diccionario geográfico... del 1845 descriu Castelló de Tor dient que és en el vessant sud-est d'un turó, a la riba dreta del riu Flum de Tor; deia que estava perfectament ventilat, i que té un clima fred, que produeix calenturas pútridas i inflors a causa dels aires humits i freds que hi regnen tothora. El poble, segons ell, estava format per set unides a l'església, en part a la plana, i en part a la costa del turó. L'església era dedicada a Sant Esteve, i té categoria de parròquia. El cementiri, fora del poble, era en un lloc que no podria produir perjudicis al poble; hi havia també una capella dedicada a la Mare de Déu del Remei.
Esmenta el riu com a subministrament d'aigua per a regar prats i horts, fins a uns 30 o 35 jornals de terra de segona classe, a més de moure un molí fariner, que només funciona a temporades. La terra és tota de segona i tercera qualitat, pedregós a la part muntanyosa i amb bastant de bosc, tot i que no espès. S'hi collia blat, ordi, sègol, hortalisses i pastures, que eren la collita principal. S'hi criava bestiar de llana, eugues, porcs i bous i vaques, així com mules necessàries per a les feines del camp. S'hi feia abundosa de llana de la millor qualitat. La població era de 5 veïns i 31 habitants.
Al llarg de la història, aquest poble havia estat pràcticament sempre el més poblat del terme de Llesp. El 1960 tenia encara 175 habitants, que deu anys després, el 1970, ja havien baixat a 46. El 1981 eren 21, les persones que romanien residint a Castilló de Tor. El 2019 tenia 9 habitants.